# Lužce
Lužce (en allemand : Luschetz) est une commune du district de Beroun, dans la région de Bohême-Centrale, en République tchèque. Sa population s'élevait à 133 habitants en 2020.

## Géographie
Lužce se trouve à 9 km à l'est-nord-est de Beroun et à 21 km à l'ouest-sud-ouest de Prague.
La commune est limitée par Vysoký Újezd au nord et à l'est, par Mořina au sud-est, par Vysoký Újezd au sud, et par Bubovice et Loděnice à l'ouest.

## Histoire
La première mention écrite de la localité date de 1367.